# White Mountains (Kalifornien)
Die White Mountains (deutsch „Weiße Berge“) sind eine etwa 100 km lange und etwa 15 km breite Bergkette in Kalifornien. Im Norden reichen sie bis knapp über die Grenze nach Nevada hinein; im Süden enden sie bei Big Pine. Im Westen grenzt das Owens Valley an die White Mountains an. Der höchste Berg ist mit 4344 m Höhe der White Mountain Peak; es ist der dritthöchste Berg in Kalifornien.
Im trockenen Klima der White Mountains findet sich relativ wenig Baumbewuchs. An Nadelbaumarten finden sich hier überwiegend die Kiefernarten Langlebige Kiefer, die Nevada-Zirbelkiefer (Pinus flexilis), die Drehkiefer (Pinus contorta) und die Einblättrige Kiefer (Pinus monophylla) sowie die Wacholderart Juniperus osteosperma.
Die White Mountains sind Teil des Inyo National Forests, einem Nationalforst.

## Berge in den White Mountains
- White Mountain Peak (Kalifornien), 4344 m – dritthöchster Berg in Kalifornien
- Mount Dubois (Kalifornien), 4133 m
- The Jumpoff (Kalifornien), 4126 m
- Montgomery Peak (Kalifornien), 4097 m
- Boundary Peak (Nevada), 4007 m – höchster Berg in Nevada
- Mount Barcroft (Kalifornien), 3975 m
- Mount Hogue (Kalifornien), 3887 m
- East Headley Peak (Kalifornien), 3887 m